# Cyathea ligulata
Cyathea ligulata är en ormbunkeart som beskrevs av Bak. Cyathea ligulata ingår i släktet Cyathea och familjen Cyatheaceae. Inga underarter finns listade.